# Władysław Gałczyński
Władysław Gałczyński (ur. 1954 w Lwówku Śląskim) – polski malarz i plastyk.

## Życiorys
Maluje od 1982 roku. Jest czterokrotnym laureatem Ogólnopolskiego Konkursu Plastycznego "O Złotą Lampkę Górniczą" w Wałbrzychu (1985 – II nagroda, 1987 – I nagroda, 1988 – I nagroda, 1989 – wyróżnienie honorowe), w tym dwukrotnie I nagrody. Laureat III nagrody w Ogólnopolskim Konkursie Plastyki im. Józefa Chełmońskiego „Pejzaż Ojczysty” w Skierniewicach (1988) i finalista Międzynarodowego Konkursu Malarskiego „Człowiek i jego czas” w Łodzi (1989). Uczestnik plenerów malarskich i wystaw zbiorowych, jeleniogórskiej Grupy Twórców „eR” oraz Grupy „Euroart” w Zgorzelcu. Dwukrotny finalista Konkursu „Obraz Roku” im. Ewy Świtalskiej, organizowanego przez magazyn Art & Business – w tym udział w wystawach pokonkursowych: w 2005 roku w Pałacu Królikarnia w Warszawie i w 2006 roku w Hotelu Europejskim w Warszawie. Od 1984 roku pracował jako plastyk w Lwóweckim Ośrodku Kultury, gdzie organizował wystawy w Galerii Klatka LOK oraz prowadził zajęcia plastyczne z dziećmi i młodzieżą. Obecnie na emeryturze. Mieszka w Mojeszu.

## Wybrane wystawy indywidualne[3][4]
- maj 2010: Galeria Za Miedzą w Lubomierzu
- lipiec 2010: Galeria Pod Kopułą – Miejski Dom Dom Kultury w Zgorzelcu
- marzec-maj 2011: Ratusz, Biblioteka w Wilthen (Niemcy)
- wrzesień 2011 Galeria Muflon – MOK Sobieszów
- styczeń 2012 Galeria StopArt – Bogatyński Ośrodek Kultury w Bogatyni
- grudzień 2012-styczeń 2013: Galeria im. Michała Fludra - Ośrodek Kultury Sportu i Turystyki we Wleniu
- styczeń 2013: Wernisaż online w Artpub Galerii
- kwiecień-maj 2013: Sala Mieszczańska Ratusza w Lwówku Śląskim
- styczeń-luty 2014: Galeria Europejskiego Centrum Kultury Integracyjnej w Gryfowie Śląskim
- maj-czerwiec 2014: Muzeum Miejskie w Chrastavie (Czechy)
- styczeń 2015: Galeria ImpArt we Wrocławiu
- marzec-kwiecień 2015: Galeria Format MBP w Bolesławcu